# جامع النبي يونس
جامع النبي يونس هو من مساجد العراق التاريخية الأثرية، يقع على السفح الغربي من تل التوبة، أو تل النبي يونس في الموصل، وقد قام تنظيم داعش بهدم وتفجير الجامع في تاريخ 24 تموز/يوليو 2014 الموافق لـ26 رمضان 1435 هجرية. وذلك ضمن الحملة التي شنها داعش لتهديم كل المساجد التي تتضمن أضرحة، ومن الجدير بالذكر إن المسجد كان يحضى بمنزلة خاصة عند أهالي الموصل.

لحظة تفجير جامع النبي يونس في 26 رمضان 1435

## تاريخ المسجد

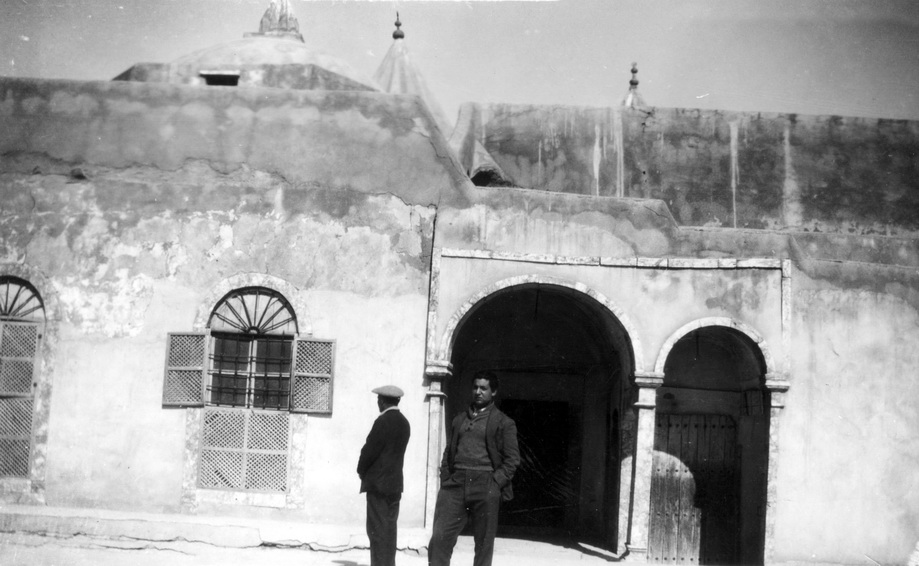
مقام النبي يونس عام 1933

يذكر عند بعض المؤرخين ان النبي يونس مدفون قرب الجامع، وذكر الرحالة ابن بطوطة (703 - 779هـ) هذه التلة باسم تلة النبي يونس عندما قدم إلى الموصل، حيث أورد ذلك في كتابه تحفة النظار: (وفي التل بناء عظيم ورباط فيه بيوت كثيرة ومقاصر ومطاهر وسقايات يضم الجميع باب واحد، وفي وسط الرباط بيت عليه ستر حرير وله باب مرصع يقال انه الموضع الذي به موقف يونس عليه السلام ومحراب المسجد الذي بهذا الرباط يقال انه كان بيت متعبده عليه السلام. وأهل الموصل يخرجون في كل ليلة جمعة إلى هذا الرباط يتعبدون فيه)، ولقد كان الجامع سابقا يجذب الكثير من الحجاج الاتراك الذين يعتبرون المرور والصلاة بالجامع من المناسك المكملة للحج، حتى ان الكثير من العوائل التي تقطن قرب تل التوبة كانوا يتكلمون اللغة التركية.
لا يعرف تحديدا تاريخ بنائه ولكن ذكره أبي زكريا الأزدي المتوفي قريبا من سنة أربع وثلاثين وثلاثمائة.
بينما يذكر بعض المؤرخين ان هذا المكان ليس مرقد النبي يونس الحقيقي، وإنما هو مرقد لاحد الأنبياء السابقين حينما كانت نينوى مركزا دينيا، فيما يزعم عدد آخر انه جزء من قصر اسرحدون الذي توجد آثاره تحت بقايا المسجد القديم. وتوجد عين ماء تسمى «عين الدملماجة» والاسم عن (داملة مه جه) التركية وتعني هنا الترشيح لأن ماءها يكون في الصيف قليلا ويترشح من جوانبها اما في الربيع فيزيد ماؤها وربما ملأ قسما من الوادي الذي تقع فيه العين،

## تفجير الجامع

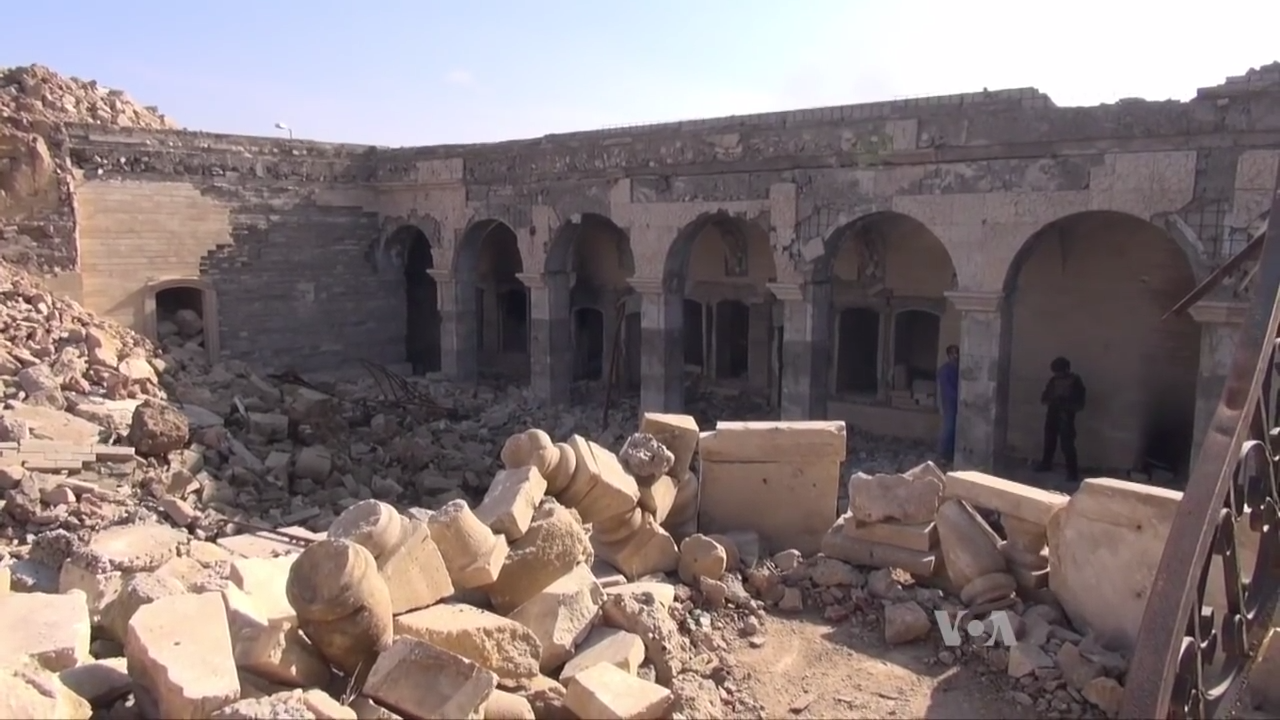
بقايا حطام مبنى النبي يونس بعد التفجير

وقد لحق بالسور الخارجي أضرارا طفيفة بعد انفجار عبوة ناسفة قرب المسجد في حزيران 2010.
تحطم وهدم مبنى الجامع الذي يحتوي على مرقد النبي يونس بيد عناصر داعش بتاريخ 24 تموز 2014، في حملة منظمة شنها التنظيم لهدم المراقد والشواهد التاريخية التي بحسب ايديلوجية التنظيم تعبد من دون الله وقد وصف هذا الفعل في وسائل الاعلام بـالأرهاب العقائدي وأعتبر فعلاً منافياً لحرية العقيدة.
في الرابع والعشرين من تموز عام 2014، وضع مجموعة من عناصر تنظيم داعش المتفجرات على الجدران الداخلية والخارجية للمسجد. ثم أمر المسلحونَ المصلينَ بالمغادرة كما صدرت تعليمات للسكان بالابتعاد عن المبنى بما لا يقل عن 500 متر.
في غضون ثوانٍ من التفجير تحول مرقد النبي يونس إلى أنقاض. كما طرد التنظيمُ معظم سكان المدينة من المسيحيينَ في مسعى لجعل الموصل أحادية العقيدة للمرة الأولى في تاريخها.
نشر التنظيم مقطعاً لتفجير ضريح النبي يونس في عام 2014، فكان الحدثُ جزءاً من موجة تدمير طالت مواقع ورموزاً مقدسة في الموصل.
أحد المبررات التي قدمها تنظيمُ داعش لتدمير مرقد النبي يونس كان التشكيكَ في شرعيته. ونقلت وكالة أنباء “بي بي سي” عن أحد مقاتلي التنظيم القول إن الضريح كان قبراً لباباوات من المسيحيين وأنه “من المحرم أن يُبنى مسجد على ضريح مزيف”.
وتشير الأبحاث الأكاديمية بالفعل إلى أن النبي يونس غير مدفون هناك. بل إن المعروف أن هناك قبوراً عدة للنبي يونس في أنحاء مختلفة من العالم.
ويقول الدكتور توماس كارلسون، الأستاذ المساعد في جامعة أوكلاهوما الأميركية ومؤلف كتاب “المسيحية في عراق القرن الخامس عشر”، إنه في زمن القرون الوسطى، ومع ضعف سبل التواصل بين المسافات المتباعدة، كان العديد من المشاهير القدماء يحصلون على عدة قبور في عدة مواقع.
حتى أن العظام التي يُعتقد أنها تعود للنبي يونس قد تكون في الحقيقة عظام لبطريرك في كنيسة الشرق يُدعى هينانيشو الأول، دُفن في الدير عام 701.
ولا يعرف علماء الآثار بعد ما إذا كانت عظام هينانيشو نجت من التفجير أم لا. إلا أنهم عثروا على آثار لم ترها عيون البشر منذ آلاف السنين.

### القصر المطمور
وعند التنقيب تحت مرقد النبي يونس أكتشف قصر مطمور كان مكاناً لإقامة ملوك آشوريين راحلين وقاعدة للجيوش الآشورية. يعود تاريخ بناء القصر إلى القرن السابع قبل الميلاد على الأقل.
خلال عقد الخمسينيات من القرن التاسع عشر عُثر للمرة الأولى على مؤشرات تدل على احتمال وجود قصر تحت مرقد النبي يونس، وذلك خلال حفريات قام بها اثنان من علماء الآثار هما هنري لِيارد ومساعده موصلي المولد هرمزد رسّام.
وكان الاثنان قد وجها اهتمامهما إلى مرقد النبي يونس بعد أن اكتشفا أطلال قصر في كوينجك على الضفة الأخرى من نهر دجلة. ولكن قدسية الموقع حالت دون استكشاف المزيد. وقد كتب ليارد بمرارة قائلاً: “تعصُّب سكان الموصل يُحرّم محاولة استكشاف بقعة تحظى بتبجيل كبير نظراً لقداستها”.
أجرت الحكومة العراقية بين عامي 1989 – 1990 مجموعة حفريات في الموقع، الا أن تقصيها في البحث لم يقترب من موقع الضريح خشية إلحاق الضرر بهيكله الأساسي. وكما حدث في سنة 1850، حذر الإمام من أن الضريح قد يتضرر جراء الحفريات.
ولكن عندما استعاد الجيش العراقي شرقي الموصل من تنظيم داعش في شهر كانون ثاني عام 2017، عثر علماء الآثار على شيء غريب تحت أنقاض المسجد. إذ عُثر على عدد كبير من الأنفاق يفوق ما تم توثيقه من قبل. في الواقع كان هناك أكثر من خمسين نفقاً جديداً، بعضها لم يكن طوله يتعدى بضعة أمتار فيما تجاوز طول البعض الآخر العشرين متراً.
ووصف الدكتور بيتر ميغلَـس، الأستاذ المحاضر في جامعة هيدلبيرغ والذي شارك في البحث الأولي المتعلق بالأنفاق، حالة الأرض تحت المسجد قائلا إنها كانت مليئة بالحفر إلى حدٍ بدت له وكأنها قطعة جبن سويسري.
ويبدو أن معظم هذه الأنفاق حُفرت باستخدام المعاول، إلا أنه يوجد مع ذلك ما يدل على استخدام حفار صغير. وإن أكبر الأنفاق يبلغ ارتفاعه ثلاثة أمتار ونصف، فيما لا يتجاوز ارتفاع أصغرهم المتر الواحد.
التقارير الأولية أشارت إلى أن مقاتلي التنظيم حفروا هذه الأنفاق بأنفسهم الا أن بعض سكان شرقي الموصل قالوا إن التنظيم استأجر بعض الأشخاص من المنطقة للقيام بالمهمة.
كان التنظيم يرغب في الاستيلاء على الآثار داخل الأنفاق. ويُعتقد أن بيع القطع الأثرية كان يُعد ثاني أكبر مصدر دخل للتنظيم بعد النفط.
تقول الدكتورة لمياء الكيلاني، وهي باحثة مشاركة في قسم الشرق الأدنى والأوسط في كلية لندن للدراسات الشرقية والأفريقية، إن الأمر يشبه ما حدث في متحف الموصل، مشيرة إلى عمليات السلب من المتحف التي قام بها التنظيم عام 2015. وتضيف الدكتورة لمياء: “يبدو أنهم قاموا بسرقة كل ما يمكن حمله من مرقد النبي يونس بغية بيعه”.
نُهب ما تحت مرقد النبي يونس بعناية، وذلك بغية الحفاظ على ما تم اكتشافه على ما يبدو. ومع ذلك يبدو أن بعض ما تم العثور عليه كان أكبر حجماً مما يمكن لمسلحي التنظيم أخذه معهم. بعض هذه القطع الكبيرة كانت منقوشة على جدران القصر ولعله لم يكن من الممكن اجتثاثها دون تهديد السلامة الهيكلية للأنفاق التي تم حفرها تحت التلة.

### تصوير تماثيل للنساء
في آذار عام 2018، عندما ولج الصحفيون الأجانب، محنيي الظهور، إلى الأنفاق المظلمة تحت مرقد النبي يونس، لم يكن العديد مما تم اكتشافه على يد علماء الآثار قد أُزيل من الموقع.
إلى جانب قطع الحجر الجيري والجرار الصغيرة، كان هناك ما يقرب من ثلاثين لوحاً جيرياً يحمل أسماء ملِكين آشوريين هما أسرحدون وآشور بانيبال. كما كان هناك قالب من الطوب منقوش عليه اسم ملك يُدعى سنحاريب.
لكن الاكتشاف الأكثر إثارةً للدهشة كان زوجاً من النقوش، يُظهر كلٌ منها صفاً من النساء. وكان هذا الاكتشاف الذي أثار أسئلةً أكثر مما قدم اجابات.
يعتقد الدكتور بول كولينز من متحف آشموليان للفن والآثار في أكسفورد أن تلك النقوش غير مسبوقة ويقول إنه لا يوجد ما يوازيها في مكان آخر. فالغالبية الساحقة من نقوش القصور الآشورية التي وجدت حتى الآن تظهر ذكوراً، مثل صور الملك الذي يسدد حربته نحو أسد أو الجيش الذي يعود للقصر بعد رحلة صيد.
من غير المألوف أن تجد شخصيات نسائية على هذا النطاق. فالنساء، إن ظـَهرنَ في النقوش أصلاً، يكنّ غالباً أسيرات كغنائم حرب أو يتم تصويرهن بنقوشٍ أقل حجماً لا تتخطى الخاصرة.
يقول الدكتور كولينز: بمعزل عن الأختام والقطع المعدنية، لا نعرف الكثير عن النقوش الآشورية خارج القصور الملكية التي تركزعلى الانتصارات العسكرية.
ويتابع: الصور المرتبطة بعالم الأديان، إذا كان هذا هو المقصود هنا، نادرة. وعادةً ما تُظهر الآلهة مرتبطة بالملك.
إن مما أدهش خبراء الفن الآشوري هو أن النساء في النقوش التي اكتشف بدلاً من ظهورهن بصور جانبية للوجه كما جرت العادة بالنسبة للمنحوتات الآشورية – يظهرن هنا بوجه كامل.
تقول الدكتورة إيمي غانسيل، الأستاذة المساعدة في جامعة سانت جونز في نيويورك عن منحوتات النساء في الجدار: “إن العثور عليهن أمر مثير إلى حد لا يُصدق، إنها المرة الأولى التي أرى فيها شيئاً كهذا”.
على الرغم من أن البعض يعتقد أن التكرار والتصميم المتماثل يشير إلى أن الشخصيات النسائية في النقوش هن آلهة، الا أن الدكتورة غانسيل لا تظن ذلك. فغياب القرون أو التاج الخاص، أي الرموز الشائعة المستخدَمة للتدليل على “المعبود” في الفن الآشوري يعني أن النقوش المصورة قد تكون لمجموعة نساء من بني البشر.
وترى الدكتورة غانسيل أن النساء ربما يمثلن أعضاء في العائلة الملكية أو نخبة المجتمع الذين صوروا يَحملن قرابين للإله، ربما ضمن طقوس خاصة. وتقول “الأمر مثير للاهتمام جداً، حيث يعني تصويرهن هنا أن المرقد كان يضم مكان عبادة خاص بالنساء. إنه دليل آخر على الدور الذي لعبته النساء في المجتمع والدين الآشوريين. أمر فريد بحق!”
لم تُجرَ أي دراسة أكاديمية بعدُ حول ما تصوره النقوش. ومن المبكر استخلاص نتائج مهمة استناداً على ما عُثِر عليه في الأنفاق. ليس أقله لأن بعض الصور المنقوشة والكتابات عُثر عليها مقلوبةً رأساً على عقب، ما يوحي بأنها ربما أُخذت من مكان آخر.

### لاماسو
إلى جانب نقوش النساء على الجدران، عُثر في الأنفاق على صور الكائن الخرافي “لاماسو” أو الثور المجنّح. إذ كان هناك أربع لوحات حجرية يَظهر عليها لاماسو، إلى جانب خامسة تُظهر بقاياه. وهذه المجسمات الحجرية الضخمة للثور المجنّح كانت توضع على مداخل القصور الآشورية لترويع الأعداء أو طرد الأرواح الشريرة. في اللغة الأكدية تعني كلمة “لاماسو” الروح الحامية. حيث ان لاماسو له جسد ثور أو أسد وجناحي نسر ووجه إنسان. كانت كل اثنين من نقوش لاماسو التي عُثر عليها تقف مع بعضها وقد وضعت وجوهها لتكون في مواجهة القادمين إلى المكان.
هناك عوامل عدة تدعو للنظر إلى تدمير تنظيم داعش لتماثيل لاماسو في شباط 2015 كصدىً لما تعرضت له مدن قديمة مثل نينوى من نهب وتهجير جماعي. عندما كانت جيوش العدو تقوم بتدمير مدن بكاملها، تدمير صور الملك فيها كانت طريقة فعالة لمحوه من التاريخ.
ولكن على الرغم من الطمس والتدمير العلني لتماثيل لاماسو، لم يفلح التنظيم في تحقيق هدفه. فعلى بعد مسافة قصيرة من النبي يونس وتحت ركام قبره، لا تزال توجد نقوش حجرية لتماثيل لاماسو لم يلمسها أحد ولم تُر بالعين البشرية منذ آلاف السنين. اكتشافها مؤخراً يُعد شهادة على أن قصة مرقد النبي يونس لم تُطوَ رغم جهود تدميرها.

## الطراز المعماري
بني الجامع فوق التلة مما اعطاه منظراً مميزا وبارزا بين معالم المدينة، وبشكله المتدرج يوحي بالصعود روحياً إلى الذات العليا، وقد كسيت جدرانه الخارجية بأحجار الحلان البيضاء المصفرة، ويلاحظ تقارب تصميمه المعماري مع العمارة التركية.

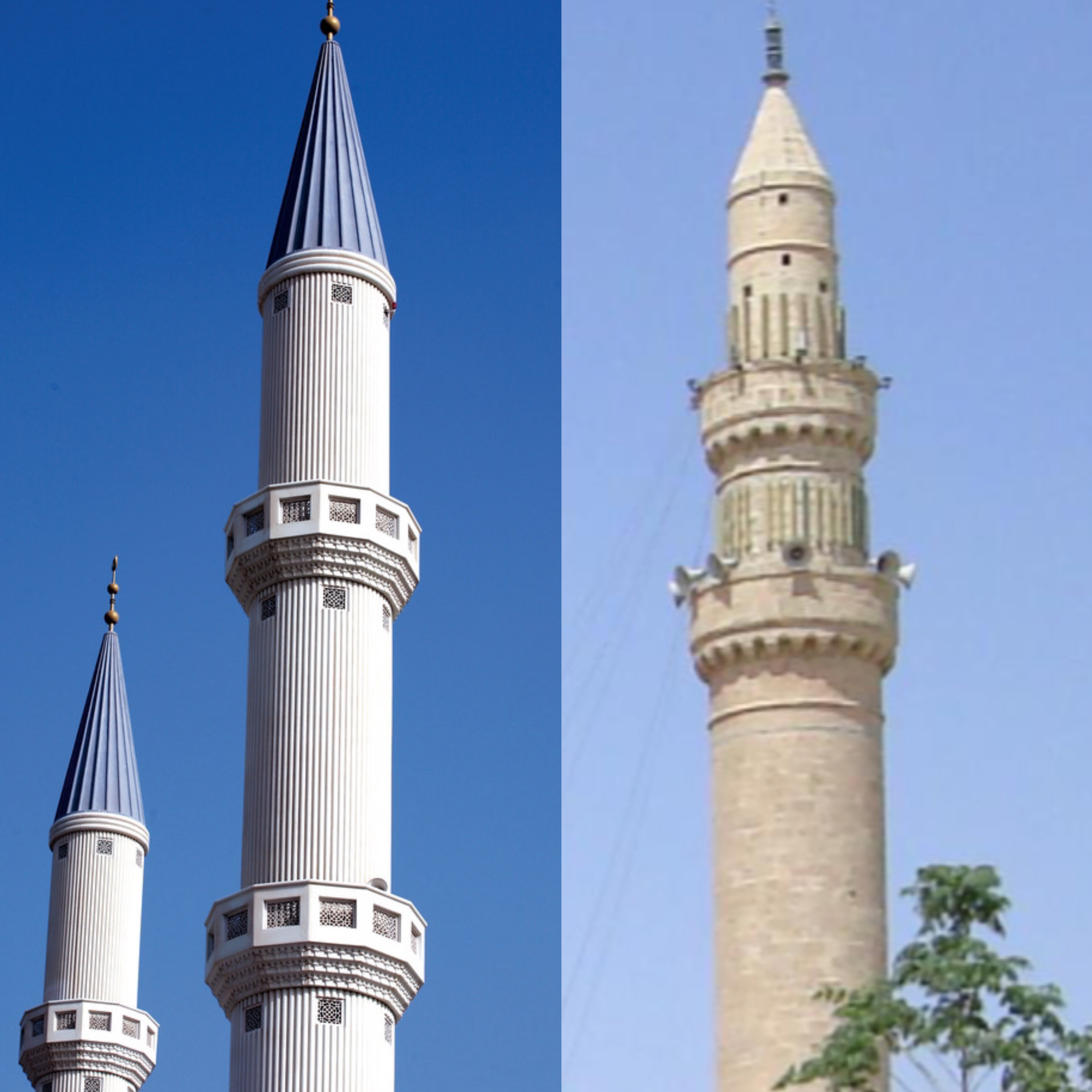
التشابة بين مإذنة جامع النبي يونس (ع) ومإذنة لاحد الجوامع الواقعة في تركيا

## اعادة اعمار الجامع بتصميمه الجديد
بدأ العمل باعمار الجامع مطلع عام 2023، من قبل جمعية فعل الخيرات وبتبرع من مجموعة محسنين عراقيين وبتصميم واشراف المهندس المعماري الدكتور أحمد يوسف العمري، ومن المؤمل انجاز الاعمار خلال عام 2025م.[بحاجة لمصدر]

## الهامش
1. ↑  يعرف أيضا بتل يونس. وقد ذكره ابن بطوطة في رحلته، انظر. نسخة محفوظة 23 نوفمبر 2018 على موقع واي باك مشين.